# Maia Kealoha
Maia Kealoha (Hawái, 14 de diciembre de 2016)  es una actriz estadounidense. Es conocida por interpretar a Lilo Pelekai en la adaptación de acción real de 2025 de Lilo & Stitch, el cual fue su debut cinematográfico.

## Primeros años de vida
Maia Kealoha nació el 14 de diciembre de 2016.  Empezó a bailar hula de pequeña.  Comenzó a bailar tahitiano a los dos años. 

## Carrera
El primer papel en pantalla de Kealoha fue en la película de 2025 Lilo & Stitch, una nueva versión de acción real de la película animada de 2002 del mismo nombre . Audicionó para el papel de Lilo a la edad de cinco años.  En 2023, Kealoha fue elegida para el papel.  Más tarde, fue elegida para un papel en la próxima película The Wrecking Crew .  En agosto de 2025 se anunció que aparecerá como estrella invitada en la serie musical de Disney, Electric Bloom .  

## Filmografía
| Año  | Título            | Papel        | Notas             |
| ---- | ----------------- | ------------ | ----------------- |
| 2025 | Lilo y Stitch     | Lilo Pelekai | Papel principal   |
| 2025 | Electric Bloom    | Kaia         | Estrella invitada |
| TBA  | The Wrecking Crew | TBA          | Postproducción    |